# 1992–1997
Az 1992–1997 egy box set, ami az első hat Burzum-albumot tartalmazza, beleértve az Aske EP-t is. Az artwork-öt Stephen O'Malley készítette. Az album tartalmaz egy posztert Varg Vikernesről.
A Filosofem albumon található "Rundgang Um Die Transzendentale Säule Der Singularität" nincs rajta a box seten, mivel túl hosszú volt vele együtt az album.

## Albumlista
- Első lemez (12"): Burzum – 46:07
- Második lemez (10"): Aske – 20:02
- Harmadik lemez (12"): Det Som Engang Var – 39:59
- Negyedik lemez (12"): Hvis Lyset Tar Oss – 44:30
- Ötödik lemez (12"): Filosofem – 43:00
- Hatodik lemez (12"): Dauði Baldrs – 39:10

## Közreműködők
- Varg Vikernes – ének, dalszöveg, összes hangszer
- Euronymous – gitárszóló a Burzum album 5. számán
- Samoth – basszusgitár az Aske EP-n